# هاکی روی یخ معلولان
هاکی روی یخ معلولان یا هاکی روی یخ با سورتمه (به انگلیسی: Ice sledge hockey) ورزشی است که بر اساس بازی هاکی روی یخ برای افراد معلول طراحی شده‌است. این ورزش در دهه ۱۹۶۰ در یک مرکز بازپروری در استکهلم سوئد ابداع شد. در حال حاضر این ورزش یکی از رشته‌های پرطرفدار در بازی‌های پارالمپیک زمستانی است.

## تاریخچه
دو مرد معلول از کشور سوئد در دهه ۱۹۶۰ تصمیم گرفتند با ساخت یک سورتمه ویژه با وجود معلولیت به ورزش هاکی روی یخ ادامه دهند. اختراع آنها شامل دو تیغه اسکیت بر روی یک قاب فلزی بود که اجازه حرکت را به سادگی به ورزشکار می‌داد. آنها سورتمه را به وسیله دو دستگیره دوچرخه برای میله‌های سورتمه به پایان بردند. با این وجود تفاوت چندانی میان سورتمه ساخت آنها با سورتمه که امروزه در بازی‌های پارالمپیک مورد استفاده قرار می‌گیرد از نظر وزن و اندازه وجود ندارد.
پس از گذشت مدتی از اختراع این ورزش و سورتمه مخصوص آن نخستین مسابقات این رشته در سال ۱۹۷۱ برگزار شد که در آن پنج تیم از اروپا شرکت کرده بودند. در سال ۱۹۸۱ بریتانیای کبیر تیم ملی هاکی روی یخ معلولان خود را تأسیس کرد که این عمل طی مدت کوتاهی در سال ۱۹۸۲ در کانادا نیز تکرار شد.